# Matteo Calegari
Matteo Calegari (Poreč, 4. srpnja 1858. – Poreč, 30. listopada 1929.), talijanski prirodoslovac iz Istre.

## Životopis
U Piranu je završio talijansku srednju školu. Diplomirao je prirodoslovlje u Paviji i agronomiju u Beču. Predavao je prirodoslovlje u srednjoj školi u Poreču i u više talijanskih gradova. Dugo je radio u Milanu (Istituto Tecnico C. Cattaneo). Pridonio je poznavanju istarske flore, osobito one u Poreštini, opisavši nove vrste koje nije zabilježio Tršćanin Carlo Marchesetti.
Među njegovim radovima ističe se Nuove aggiunte alla flora di Parenzo in Istria, seguite da un saggio sulla geografia vegetale sull’agro parentino (Milano 1903.). 
Dopisivao se s najpoznatijim europskim botaničarima. Skupljao je istro-venetske narodne nazive biljaka, koji su potom uključeni u djelo Ottonea Penziga Flora popolare italiana (Genova 1924.).